# 레녹스 밀러
레녹스 밀러(Lennox Miller, 레녹스 발렌시아 밀러, Lennox Valencia Miller, 1946년 10월 8일 자메이카 킹스턴 (자메이카) – 2004년 11월 8일 캘리포니아 패서디나 (캘리포니아주))는 챔피언 러너이자 잉거 밀러의 아버지였다.
자메이카를 대표하는 밀러는 1968년 하계 올림픽 100m에서 은메달을 획득했고, 1972년 하계 올림픽에서도 역시 100m에서 동메달을 획득했다.
그와 잉거는 올림픽 육상 메달을 획득한 최초의 아버지와 딸이다. 그는 그녀가 1996년 하계 올림픽에서 금메달을 획득하기 전까지 그녀의 코치였다. 둘 다 서던캘리포니아 대학교에 출마했으며 밀러는 그곳에서 심리학 학위를 취득하고 치과대학을 졸업했다. 패서디나에서 30년 동안 치과의사로 일했다.
USC에 있는 동안 밀러는 유타주 프로보의 브리검 영 대학교에서 열린 NCAA 남자 야외 육상 선수권 대회에서 아직까지 남아 있는 세계 기록인 4x110야드 계주를 수립했다. IAAF는 이제 미터법 경주(1마일 달리기 제외)만 인정하므로 임페리얼 거리는 더 이상 존재하지 않게 되었다. 따라서 이 이벤트는 거의 실행되지 않으며 엘리트 대회의 일부도 아니다. 밀러의 자메이카 시민권 때문에 기록도 복잡했고, 팀 구성이 전적으로 한 국가 출신이 아니었다. 밀러는 O. J. 심슨으로부터 지휘봉을 이어받았다. 또한 팀에는 미래의 NFL 스타 얼 맥컬루치가 있었다.